# Jesús Alzamora
Jesús Augusto Alzamora Llosa (Lima, 27 de abril de 1985) es un escritor, ilusionista, actor y presentador de televisión peruano.

## Biografía
Jesús Alzamora estudió seis años Derecho en la Universidad de Lima terminando la carrera como bachiller, y llevó talleres de actuación con Roberto Ángeles. 
En 2009, publicó el libro Carne de presidio, de la editorial Estruendomudo, que tiene como tema principal el boxeo.
En 2011, fue seleccionado como presentador y reportero del programa Polizontes, junto al actor Manuel Gold y Érika Beleván. Además, condujo el programa Acceso restringido, ambos de Plus TV.
En 2012, participó en la serie Al fondo hay sitio y en teatro en la obra Lúcido.
Alzamora publicó su segundo libro, Pelota de recreo, el mismo año, recopilación de cuentos dirigidos a adolescentes y jóvenes.
La película Rocanrol 68, grabada en 2012, se estrenó el 31 de octubre de 2013, donde Alzamora interpreta a Guille.
En 2013, estuvo presente en el programa Perú tiene talento como conductor junto a Adolfo Aguilar.
En 2015, fue conductor de El último pasajero (segunda temporada) junto a Adolfo Aguilar y, posteriormente, conductor de Yo soy junto con Adolfo Aguilar y Cristian Rivero. Fue ganador del premio Luces por mejor conductor de TV del año, del diario El Comercio, en dos años consecutivos, en 2015 y en 2016. 
Fue conductor del programa Viajemos! en el año 2015 invitando a todos los actores para disfrutar de una gran aventura de viaje por diferentes lugares del Perú y el mundo. 
También fue conductor de Los reyes del playback junto con Cristian Rivero.
Condujo el programa Vas o no vas, emitido por Panamericana Televisión.
En 2019, abandonó la televisión luego que Latina Televisión lo despidiera. Desde 2021, presenta y produce el pódcast La lengua en su canal de YouTube y en otros formatos digitales como Hazme la taba, La banca y La estantería. En esos programas, se recurre a las conversaciones, aunque algunas son editadas para que «la cultura de clip tan ridícula donde vivimos no los manche». En 2024, anunció que tomará una pausa tras tres años y medio de producción ininterrumpida.

## Vida personal
Desde el año 2012, lleva una relación amorosa con María Paz Gonzales-Vigil, con quien tiene dos hijos.
En septiembre de 2024, el programa de espectáculos Magaly TV, la firme emitió un ampay de Jesús Alzamora besando a una chica con la que no tenía relación durante un viaje a Colombia. En torno a este tema, su esposa, María Paz Gonzales-Vigil, emitió un comunicado por medio de su cuenta de Instagram indicando que ella ya conocía de esta situación, dado que se realizó en un momento en el que ellos estaban distanciados; pero luego trabajaron para recuperar su relación.

## Créditos
| Año        | Título                    | Rol                            |
| Televisión | Televisión                | Televisión                     |
| ---------- | ------------------------- | ------------------------------ |
| 2011       | Yo no me llamo Natacha    | Gian Piero                     |
| 2011       | Acceso restringido        | Presentador                    |
| 2011       | Polizontes                | Presentador/reportero          |
| 2012       | Al fondo hay sitio        | Gustavo Adolfo Bedoya Orbegoso |
| 2014       | Perú tiene talento        | Conductor                      |
| 2015       | El último pasajero (Perú) | Conductor                      |
| 2015       | Perú tiene talento        | Conductor                      |
| 2015       | Viajemos!                 | Conductor                      |
| 2015       | Yo soy                    | Coconductor                    |
| 2016       | Los reyes del playback    | Coconductor                    |
| 2016       | Vas o no vas              | Conductor                      |
| 2017       | Ocupados                  | Conductor                      |
| 2017       | Yo soy                    | Coconductor                    |
| 2019       | Los Vílchez               | Daniel Carrillo                |
| 2020       | La 4.ª pantalla           | Conductor                      |
| 2021       | Maestros del sabor        | Presentador                    |
| Películas  |                           |                                |
| 2013       | Rocanrol 68               | Guille                         |
| 2015       | La herencia               |                                |
| 2018       | ¡No es lo que parece!     | Alonso                         |
| 2022       | Mundo gordo               | Gerardo                        |
| Teatro     |                           |                                |
| 2011       | Limeñenses                |                                |
| 2012       | Lúcido                    | Lucas                          |

## Obras

### Novelas
- Pelota de recreo y otros cuentos (2012)
- Carne de presidio (2009)
- Diario de un mago